# På begäran (album av Lasse Berghagen)
På begäran är ett musikalbum som kom ut 1991 av Lasse Berghagen. Gästartist på skivan i spår "Farväl till sommaren" och "Till Stockholms skärgård" är Roland Cedermark.

## Låtlista
1. En akustisk gitarr
2. Teddybjörnen Fredriksson
3. Morfar
4. Farväl till sommaren
5. Hålligång i skogen
6. Bäst av allt
7. Ragatan på Baggens gata
8. Blad faller tyst som tårar (L.Carr - E.Shuman - L.Berghagen)
9. Du som vandrar genom livet
10. Lisa
11. En enkel sång om frihet (B.Darin - O.Bergman)
12. Till Stockholms skärgård
13. Det måste va' sången och glädjen
14. En kväll i juni
15. Det är slut
16. Du vandrar som oftast allena (O.Månson - L.Berghagen)